# 2020年雷丁市持刀袭击事件
2020年雷丁市持刀袭击事件是发生在英国夏令时2020年6月20日的一场持刀袭击事件，一男子在英国伯克郡雷丁福伯里花园持刀行凶，事件造成三人死亡，三人受重伤。一名25岁的利比亚男子在现场被捕。
事发时据目击者透露，男子在行兇時大喊大叫，说着一些別人聽不懂的語言。行兇男子攜帶的刀具至少长13厘米，隨機刺傷無辜者。受害者的脖子、手臂和眼睛均被刺伤。泰晤士河谷警察局警察聞訊趕到事發現場後將兇手制服。

## 嫌犯
被捕的25岁男子是利比亚公民，他是一名難民。该嫌疑人曾因打算前往极端主义控制區域而在2019年引起軍情五處的注意。6月21日，英國警方表示，此次襲擊是一起恐怖主义行为。

## 伤亡
遇难者包括伯克郡沃金厄姆霍尔特学校的教師詹姆斯·弗隆（James Furlong）和在制药公司工作并在英国生活了十五年的美国人乔·里奇-本内特（Joe Ritchie-Bennett）。

## 另見
- 2017年6月伦敦桥袭击案
- 2017年西敏襲擊事件
- 2019年倫敦橋襲擊案